# Telescópio dobsoniano

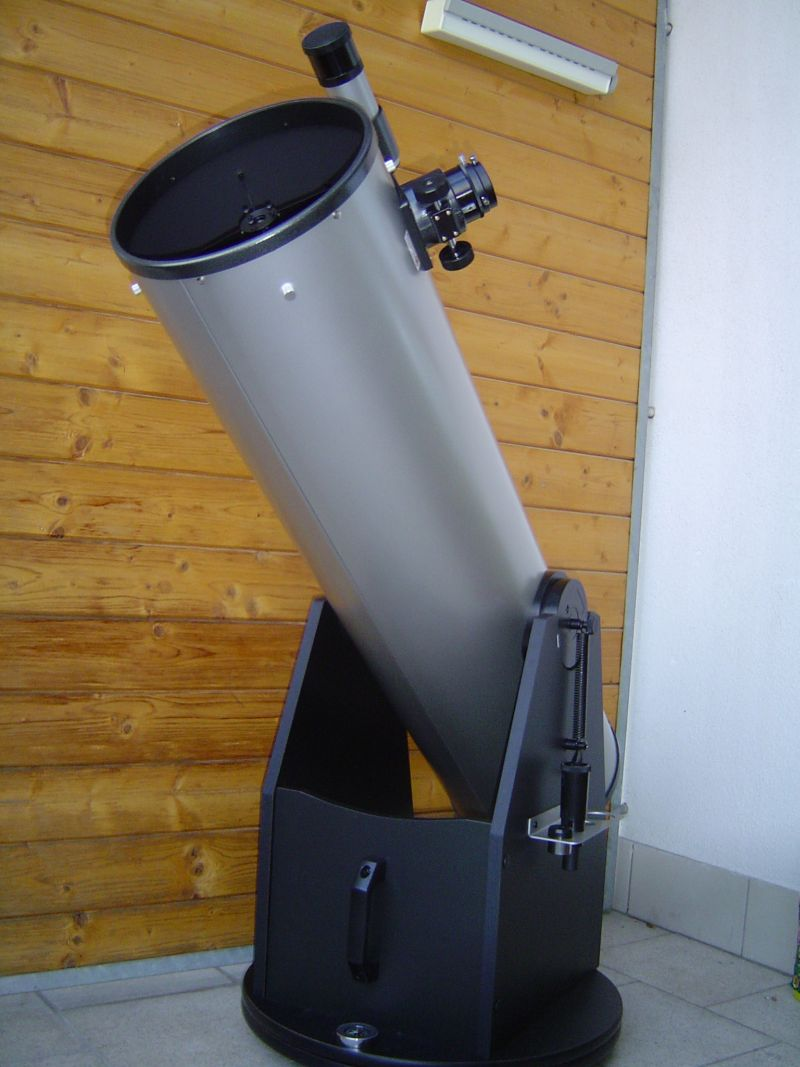
Um telescópio dobsoniano comercial com 30,5 cm de abertura

Um telescópio dobsoniano é um modelo de telescópio newtoniano sobre uma montagem altazimutal popularizada pelo astrônomo amador John Lowry Dobson na década de 1960. O seu telescópio possui a parte mecânica simplificada tornando possível a sua construção através de materiais amplamente disponíveis. O resultado é um telescópio grande, portátil, de baixo custo e otimizado para ver objetos de pouco brilho como nebulosas. Este tipo de observação requer lentes objetivas de grande diâmetro para maior captação de luz com distância focal curta, além de portabilidade para levá-lo até áreas menos afetadas pela poluição luminosa.
Os telescópios dobsonianos operam com pouco aumento portanto dispensam algumas funcionalidades de outros telescópios usados por amadores como o acompanhamento equatorial. Estes telescópios são populares na comunidade de construtores amadores de telescópios, na qual foi criada e continua a evoluir apesar destes telescópios também serem produzidos comercialmente por empresas. Atualmente o termo dobsoniano é usado para se referir a vários telescópios newtonianos de grande abertura que utilizam algumas das características do modelo, independente do material de que foi construído.